# Anisomolgus protentus
Anisomolgus protentus is een eenoogkreeftjessoort uit de familie van de Rhynchomolgidae. De wetenschappelijke naam van de soort is voor het eerst geldig gepubliceerd in 1964 door Humes & Frost.